# Stadion Dyskobolii
Stadion Dyskobolii is een multifunctioneel stadion in de Poolse stad Grodzisk Wielkopolski. Het heeft een capaciteit van 5.383 toeschouwers en is de thuishaven van voetbalclub Dyskobolia Grodzisk Wielkopolski.

## Geschiedenis
In 1923 werd besloten dat er een stadion moest komen voor de ontwikkeling van sport in de omgeving van Grodzisk Wielkopolski. Het stadion werd geopend op 11 november 1925 en bevat vandaag de dag nog steeds een houten tribune. Sinds 1996 werd het stadion regelmatig uitgebreid. Tegenover de houten tribune werd een nieuwe tribune gebouwd, met daarin een hotel, restaurant en een medische kliniek. De nieuwe tribune werd geopend op 9 mei 2003.